# Xestia ditrapezium
Xestia ditrapezium là một loài bướm đêm thuộc họ Noctuidae. Nó được tìm thấy ở hầu hết châu Âu, miền bắc Thổ Nhĩ Kỳ, miền bắc Iran, Ngoại Kavkaz, Kavkaz, Trung Á, từ Altai tới Ussuri, Amur, quần đảo Kuril, miền bắc Mông Cổ, Tây Tạng, Trung Quốc, Hàn Quốc và Nhật Bản.
Sải cánh dài 35–47 mm. Con trưởng thành bay từ vào tháng 7.
Khi chúng còn nhỏ thì ấu trùng qua mùa đông bằng cách ngủ đông. Sau mùa đông chúng ăn nhiều loại cây, bao gồm Vaccinium myrtillus, Prunus spinosa, Salix, Alnus, Betula và Rubus (bao gồm Rubus idaeus).